# Phytomyza pilescens
Phytomyza pilescens este o specie de muște din genul Phytomyza, familia Agromyzidae, descrisă de Singh și Ipe în anul 1973. Conform Catalogue of Life specia Phytomyza pilescens nu are subspecii cunoscute.